# Grimmia lisae
Grimmia lisae är en bladmossart som beskrevs av De Notaris 1837. Grimmia lisae ingår i släktet grimmior, och familjen Grimmiaceae. Inga underarter finns listade i Catalogue of Life.